# 奥托·朗塞勒
奥托·朗塞勒（1885年3月27日—1941年7月3日）是一位第二次世界大战期间的德意志國防軍将官，曾获颁德意志帝國和納粹德國的最高军事荣誉（分别是功勋勋章和騎士鐵十字勳章）。在战间期，他曾加入钢盔前线士兵联盟和纳粹党，并参加过啤酒館政變。
1941年7月3日，朗塞勒在拉脱维亚的克拉斯拉瓦附近的道加瓦河河段上的桥头堡被狙杀。他是巴巴羅薩行動开始后首位在苏联领土上阵亡的德军将官。他后来被追晋为中将，追授骑士铁十字勋章。
朗塞勒首先被葬在克拉斯拉瓦当地的路德宗教堂，之后被移葬在巴伐利亚的加米施-帕滕基兴。1994年7月，其子在父亲的阵亡之地树立了纪念碑，2022年11月，该纪念物被当局移除。